# Beaver Club

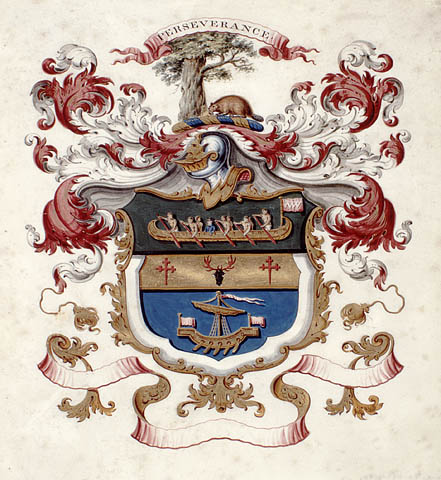
Wappen der North West Company

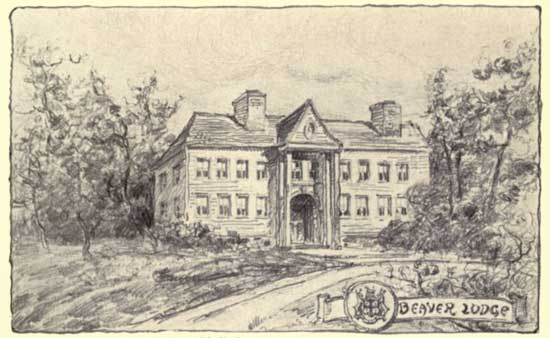
Beaver Hall, das Zuhause von Joseph Frobisher (Vater von Benjamin Frobisher). Der Speisesaal wurde 1792 erbaut und bot bequem Platz für 40 Gäste

Der Beaver Club (Biber-Club) war ein Gentleman-Dining-Club, ein Gesellschaftsklub der 1785 von den überwiegend englischsprachigen Männern gegründet wurde, die den Pelzhandel von Montreal, Kanada unter ihre Kontrolle gebracht hatten. Gemäß der Klubsatzung bestand der Zweck der Treffen darin, „zu festgelegten Zeiten während der Wintersaison eine Gruppe gesellschaftlich hoch angesehener Männer zusammenzubringen, die ihre besten Tage in einem wilden Land verbracht und die Schwierigkeiten und Gefahren des Pelzhandels in Kanada erlebt hatten“. Von ihren Treffen sind nur fragmentarische Aufzeichnungen erhalten, aber aus diesen geht hervor, dass der Beaver Club „ein lebendiger Ausdruck des Korpsgeistes der North West Company“ war.

## Entstehung
Im Nordamerika des 18. Jahrhunderts waren die Pelzbarone von Montreal aufgrund ihres Reichtums und ihres prachtvollen Lebensstils höchstens mit den Tabaklords von Virginia vergleichbar. Die Mitglieder des Beaver Clubs waren Lebemänner und zeichneten sich durch die traditionelle Gastfreundschaft der schottischen Highlands aus, die sie auch hier ihren Gästen entgegenbrachten, sowie für das fröhliche, ausgelassene Verhalten bei ihren Treffen.
In seinem unterhaltsamen Buch „The Shoe and Canoe“ beschrieb der englische Geologe John Bigsby den Charakter dieser Montrealer Pelzhändler in ihren frühen Tagen:

„Eine Anzahl junger Männer, überwiegend aus guten schottischen Familien, fähig, wagemutig und vielleicht auch etwas rücksichtslos (ein typisches Beispiel ist John MacDonald of Garth), gründeten eine Gesellschaft (die North West Company), um trotz der Charta in dem verbotenen Land (das der Hudson’s Bay Company gehörte) Handel zu treiben.
Ein erstklassiger, mit Indianern Handel treibender Mann war kein gewöhnlicher Händler. Er war Soldat und Kaufmann und vereinte die Tapferkeit des einen mit der Schläue des anderen. Montreal war damals der beste Ort für diese Personengruppe. Sie gaben schnell Geld aus, trieben alle möglichen Launen, Streiche und Albernheiten. Weiter westwärts, flussaufwärts, normalisierten sich ihre Manieren.
Der typische Indianerhändler war ein kühner, breitschultriger, hagerer Mann, sonnengebrannt und mit außergewöhnlich langem Haar zum Schutz vor Mücken. Er fühlte sich zu Pferd wie im Kanu gleichermaßen wohl – unermüdlich, wenn es nötig ist, ohne Rücksicht auf Hitze und Kälte und tapfer wie Stahl, als führe er ein Leben auf der sicheren Seite, in Ländern, in denen die Herrschaft der Königin kaum Geltung hat und nur das Recht der persönlichen Autorität galt. Oft musste er sich nicht nur mit den Indianern auseinandersetzen und sich am Ort gegenüber anderen Händlern behaupten, sondern auch mit seinen eigenen Leuten Mann gegen Mann kämpfen.“

Die Männer des Beaver Clubs waren für ihre Gastfreundschaft und Großzügigkeit bekannt, was dazu führte, dass viele von ihnen ihr Vermögen verprassten. Ein Beispiel dafür war Nicholas Montour (1756–1808), der 1792 mit einem Vermögen von 20.000 Pfund als Teilhaber der North West Company in den Ruhestand ging. Er kaufte eine Grundherrschaft, die sein Vermögen eigentlich hätte mehren sollen, doch schon bald blieb ihm aufgrund seines Lebensstils und seiner großzügigen Gastfreundschaft nichts anderes übrig als sein Herrenhaus.
1808 erinnerte sich John Lambert an Montour:

„Dies passierte allzu oft den Herren der Nordwest-Gesellschaft, die sich aus dem Unternehmen zurückzogen. Plötzlich in das zivilisierte Leben zurückgekehrt, nachdem sie viele Jahre in öden Wäldern und unter wilden Völkern verbracht hatten; wurden sie leicht vom Glanz der Vornehmheit und des Luxus geblendet. Sie gerieten häufig auf Abwege und unterlagen der Verschwendung, was sie schließlich ihres hart erarbeiteten Vermögens beraubte.“

## Klubhistorie

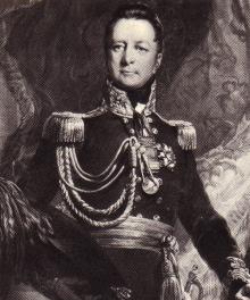
Im Jahr 1824 schrieb George Ramsay, 9th Earl of Dalhousie, in sein Tagebuch: „Im Großen und Ganzen kann ich mich nicht erinnern, jemals einen angenehmeren oder interessanteren Tag verbracht zu haben als den mit dem Beaver Club“

Anfangs achteten die neunzehn Gründer des Beaver Clubs auf eine strenge Exklusivität hinsichtlich der Mitgliedschaft. Später wurde dies jedoch gelockert und die Mitgliederzahl auf 55 plus zehn Ehrenplätze begrenzt. Bei den regelmäßigen Treffen bot sich die Gelegenheit, Händler, die gelegentlich aus dem Indianergebiet zurückkehrten, in die Gesellschaft einzuführen. Potentielle Mitglieder wurden per Losverfahren aufgrund ihres Ansehens und Charakters ausgewählt und dann als Gäste zu einem der Treffen eingeladen. Nach dem Abendessen wurde abgestimmt, und nur bei einstimmiger Zustimmung wurden sie in den Club aufgenommen. Die überwiegende Mehrheit der Mitglieder waren Hochlandschotten, aber auch Frankokanadier (die fünf ältesten der ursprünglichen Mitglieder waren Frankokanadier gewesen), Engländer, Iren und Loyalisten schlossen sich ihnen an, allesamt „durch und durch kosmopolitisch geprägt“.
Das erste Abendessen der Saison war jeweils am ersten Mittwoch im Dezember. Danach fanden bis April vierzehntägige Treffen in Privathäusern statt (insbesondere in Beaver Hall, dem Haus von Joseph Frobisher, an dessen Esstisch bequem vierzig Gäste Platz fanden) und in verschiedenen Hotels und Tavernen in Montreal. Dazu gehörten das Mansion House Hotel und die City Tavern, beide in der Rue Saint-Paul, Richard Dillons Montreal Hotel am Place d'Armes sowie Palmer's Hummums und Tesseyman's.
Es gibt nur wenige Aufzeichnungen, zu den überlieferten Gästen gehörten Lord Selkirk, General Sir Gordon Drummond, General Sir Isaac Brock, Washington Irving, General Sir Roger Sheaffe, Sir John Franklin, Thomas Moore, Johann Jakob Astor und Lord Dalhousie. Letzterer schrieb in sein Tagebuch: „Im Großen und Ganzen kann ich mich nicht erinnern, jemals einen angenehmeren oder interessanteren Tag verbracht zu haben als den mit dem Beaver Club.“ Aus Dankbarkeit gegenüber dem Mitglied James Hughes, bei dem er in Montreal wohnte, schenkte Dalhousie ihm eine silberne Schnupftabakdose mit Goldrand und der Inschrift: „Der Earl of Dalhousie an James Hughes, Esq., zum Gedenken an den Beaver Club, 24. Mai 1824.“
Die Abendessen begannen um 16:00 Uhr. Die Mitglieder kamen reich geschmückt mit Rüschen und viel Goldspitze, in Kniehosen über goldenen Strumpfbändern und Schuhen mit silbernen Schnallen. Vor allem aber trugen sie die große Goldmedaille des Clubs mit der Aufschrift „Tapferkeit in der Not“, die an einem hellblauen Band um ihren Hals hing.
Der Beginn der Feierlichkeiten wurde durch das Herumreichen eines Kalumet markiert, gefolgt von einer Ansprache des Präsidenten. Anschließend wurden Trinksprüche ausgebracht, und zwar jeweils fünf auf: die Mutter aller Heiligen, den König, den Pelzhandel in all seinen Zweigen, Voyageure, Ehefrauen und Kinder sowie abwesende Mitglieder. Anschließend wurde, begleitet von schottischen Dudelsackspielern, auf einem Podium aus rotem Samt ein brennender Eberkopf in den Speisesaal gebracht, dem man ein Stück Kampfer ins Maul gelegt hatte. Anschließend durften die Mitglieder und ihre Gäste ihren eigenen Vergnügungen nachgehen.
Um einen großen Mahagonitisch sitzend, versorgten Diener die Mitglieder in regelmäßigen Abständen mit Luxusgütern des Landes sowie kostbaren Delikatessen von jenseits des Meeres. Auf der Speisekarte standen ländliche Speisen wie Pemmikan (aus Saskatchewan), geschmortes Wild, Brotsauce, „Chevreuil des Guides“ (ein Eintopf), Wildwürste, Wildreis, Wachteln und Rebhuhn „du Vieux Trappeur“, Fisch aus den Großen Seen, eingelegte Steckrüben, „Sweet Peace“ -Apfelmus, Atholl Brose, Bärenfleisch, Büffelzunge und „Bag Pudding“ (könnte auch der spezielle „Figgy Duff“ gewesen sein). Diese ländlichen Speisen wurden in der ungewohnten Atmosphäre von Mahagoni, Kristallglas, Silberbesteck mit Wappen und sanftem Kerzenschein serviert. Über John Bigsby wurde erzählt, dass „bei bestimmten großen Anlässen der letzte Teller, der vor jedem Mitglied auf den Tisch gestellt wurde, einen Scheck über einen Geldbetrag enthielt“.
Nach dem Abendessen wurden alle Formalitäten beiseite gelassen und die Männer begannen alte Voyageur-Lieder zu singen und Geschichten über ihre gefährlichen Abenteuer in den alten Pelzhandelstagen auszutauschen. Die Feierlichkeiten dauerten oft bis in die frühen Morgenstunden. Die Mitglieder tanzten auf den Tischen, stellten verschiedene Kanu-Abenteuer nach und zerbrachen dabei zahlreiche Flaschen, Teller, Gläser und Stühle. Es gibt viele Geschichten darüber, wie sich die Mitglieder in einer Reihe auf dem Boden aufstellten, als säßen sie in einem großen Kanu, kräftiges Paddeln imitierten (mit Schürhaken, Schwertern, Spazierstöcken usw. als Paddel) und Weinfässer aufstellten, um die Stromschnellen vom Tisch auf den Boden zu „schießen“. Bei einem dieser Abendessen sangen und tanzten zwanzig Mitglieder (darunter Sir Alexander Mackenzie und William McGillivray) noch um 4 Uhr morgens. In dieser Nacht wurden fast 120 Flaschen Wein entweder getrunken, zerbrochen oder verschüttet.

## Mitglieder
- Alle nachfolgend aufgeführten Namen erschienen in den Regeln und Vorschriften des Beaver Clubs von 1819, als nur noch eines der Gründungsmitglieder am Leben war. Die neunzehn Gründungsmitglieder wurden nach dem Datum ihrer ersten Reise ins Landesinnere Kanadas geordnet. So hatten die französisch-kanadischen Pelzhändler, die nach der britischen Eroberung Neufrankreichs im Geschäft geblieben waren, den höchsten Rang inne.

| Charles Chaboillez (1751)      | Alexander Henry der Ältere (1761) | James Finlay (1766)     | David McCrae (1772)         |
| Maurice-Régis Blondeau (1752)  | Joseph-Louis Ainsse (1762)        | Joseph Frobisher (1768) | John McNamara (1772)        |
| Hypolitte Desrivières (1753)   | Benjamin Frobisher (1765)         | John McGill (1770)      | Thomas Frobisher (1773)     |
| Etienne-Charles Campion (1753) | James McGill (1766)               | Peter Pond (1770)       | Jean-Baptiste Jobert (1775) |
| Gabriel Cotte (1760)           | George McBeath (1766)             | Matthäus Lessey (1770)  |                             |

- Ab 1787 wurden fast jährlich neue Mitglieder gewählt, wobei die Daten ihrer ersten Reisen ins Landesinnere nicht immer aufgezeichnet wurden.

| 1787: Jean-Baptiste Tabean (1770) Josiah Bleakley                                  | 1795: Isaac Todd; William McGillivray; Sir Alexander Mackenzie | 1807: Dr. David Mitchell, Sr.; Thomas Thain; Lewis Crawford; David Mitchell, Jr., der Jüngere; Peter Grant; Alex McDougall; Pierre de Rastel de Rocheblave (1793); John Forsyth; John Richardson; John Finlay; Aeneas Cameron; William McKay | 1815: Jasper Tough; JM Lamothe (1799); FA LaRocque; Thomas McMurray; Robert Henry; Peter Warren Dease; Charles Grant                                                                          |
| 1789: Patrick Small (Neffe von Generalmajor John Small)                            | 1796: Angus Shaw; Roderick Mackenzie aus Terrebonne            | 1808: Sir John Johnson; John MacDonald of Garth; Archibald Norman McLeod; Alexander Mackenzie (1783) | 1816: David Stuart |
| 1790: Nicholas Montour (1767); Venant St. Germain; Leon St. Germain; Joseph Howard | 1799: Duncan McGillivray; George Gillespie                     | 1809: John Wills; Charles Chaboillez, jünger; Alexander McKay | 1817: William Henry; Jacob Franks (1799); David David (1807); John McLaughlin (1807); Hugh McGillis; John McDonald; Allan McDonell; James Grant; John Siveright (1799); John George MacTavish |
| 1791: John Gregory; Andrew Todd; Jacques Giasson                                   | 1801: Jacques Porlier                                          | 1810: John Sayer | 1818: Simon McGillivray; Angus Bethune; Jules-Maurice Quesnel; John McGillivray; James Leith                                                                                                  |
| 1792: Simon McTavish                                                               | 1802: Alexander Cuthbert.                                      | 1813: James Hughes; Kenneth McKenzie | 1820: Sir George Simpson |
| 1793: Myer Michaels; James Grant                                                   | 1803: Alexander Fraser; Simon Fraser                           | 1814: Archibald McLellan (der eine Auszeichnung für Tapferkeit erhielt); George Moffat; W. McRae; Henry McKenzie | |

- Schließlich gab es noch elf Ehrenmitglieder, darunter viele Kapitäne der Schiffe, die die Pelze nach England transportierten. Sie durften nur an den eigens für sie abgehaltenen Treffen in den Sommermonaten teilnehmen.

| Kapitän Featonby von der Eweretta (1789)    | Kapitän Edwards von der Indian Trader (1792)                                  | Kapitän Alexander Patterson von der Eweretta (1800) | General-Quartiermeister von Kanada; Kapitän Sarmon von der Mary (1808) |
| Kapitän Gibson von der Integrity (1789)     | Oberst Daniel Robertson aus Struan (1793); Generalmajor Sir John Doyle (1796) | Major George Clerk vom 49. Regiment (1807)          | Monsieur le Compte Andriani aus Milan (1791)                           |
| Kapitän Edward Boyd von der Montreal (1800) | Lord Viscount Chabot (1808)                                                   |                                                     |                                                                        |

Einige der Mitglieder
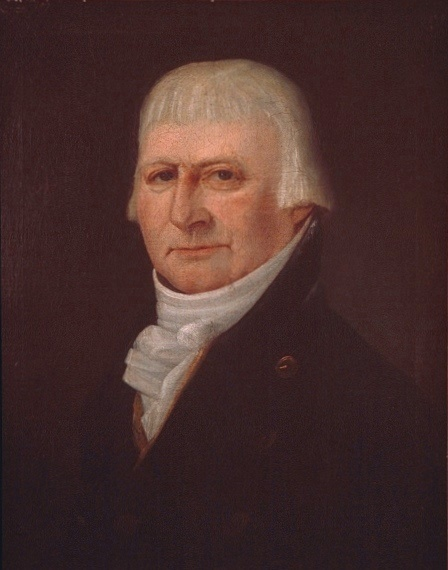
Joseph Frobisher war der begeisterte Gründungsvorsitzende des Beaver Club
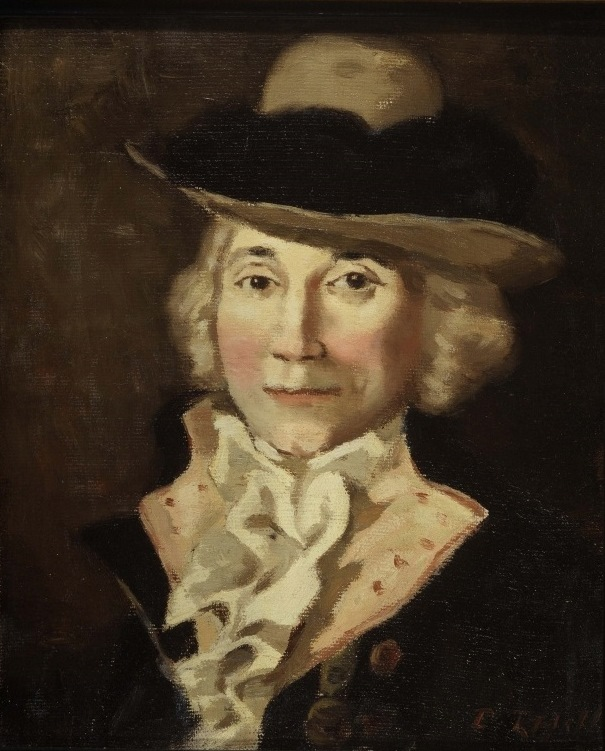
Charles Chaboillez, das älteste Gründungsmitglied des Clubs, war nach der britischen Eroberung vielleicht der einflussreichste französisch-kanadische Pelzhändler
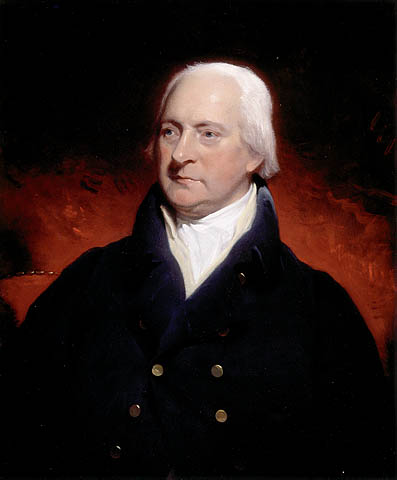
Simon McTavish, der unbestrittene Anführer der North West Company, bekannt für seine Großzügigkeit und seinen kultivierten Lebensstil, wurde 1792 in den Beaver Club aufgenommen
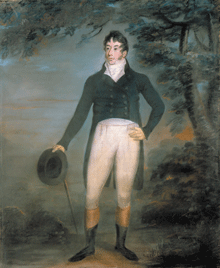
John MacDonald of Garth
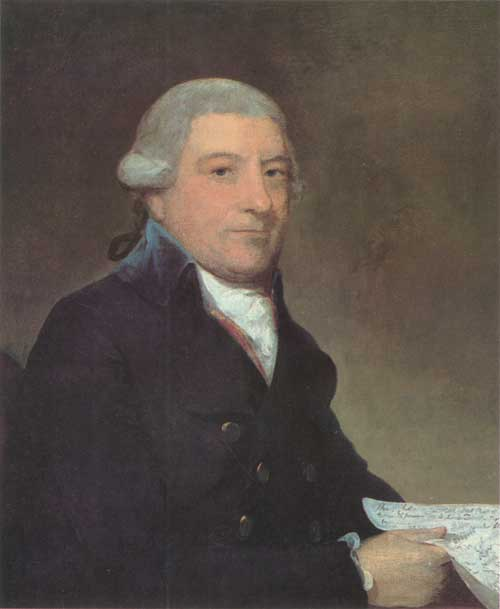
Alexander Henry (1739–1824), stellvertretender Vorsitzender des Beaver Clubs, veröffentlichte seinen Bericht über sein Leben bei den Ojibwa und seine anschließenden Erkundungen (1760–1776), bevor er Partner der North West Company wurde. Er führte John Jacob Astor in den Club und den Pelzhandel in Montreal ein.

## Auflösung
Mit dem Bau von Handelsposten wurde das Reisen in der Wildnis weniger gefährlich, und da keine Konkurrenten mehr in die Gebiete eindringen konnten, war der anfängliche Abenteuergeist der Neulinge im Pelzhandel verschwunden. 1809 deutete der siebzigjährige Alexander Henry in einem Brief an John Askin auf eine Trennung zwischen jungen und alten Mitgliedern hin: „Nur wir vier alten Freunde (er selbst, James McGill, Isaac Todd und Joseph Frobisher) leben noch. Alle neuen Nordwestler sind ein Haufen Jungen und Emporkömmlinge, die noch nicht zu unserer Zeit geboren wurden, und man nimmt an, dass sie viel mehr über den Indianerhandel wissen als alle vor ihnen.“
Der Club traf sich noch bis 1804, und zwischen 1807 und 1824 erwachte das Interesse wieder, doch als Sir George Simpson 1827 versuchte, die Traditionen wiederzubeleben, war dieser Versuch zum Scheitern verurteilt – der Geist der früheren Händler war verflogen. Einige Mitglieder, wie Angus Shaw, Robert Dickson, William McGillivray und John Forsyth, traten jedoch dem kleineren Canada Club in London bei (gegründet 1810 und noch heute bestehend), dessen Treffen in den 1830er Jahren an den alten Beaver Club erinnerten.

## Epilog
Anlässlich des 200. Jahrestages der Gründung des Beaver Clubs wurde am 25. Januar 1985 im Montraler Queen Elizabeth Hotel unter dem Vorsitz von Roger D. Landry eine Gala organisiert, bei der sich etwa sechshundert Persönlichkeiten in historischen Kostümen versammelten. Als der Filmemacher Pierre Falardeau davon erfuhr, schlug er dem National Film Board of Canada (NFB) vor, das Ereignis zu filmen. Diese Aufnahmen wurden allerdings erst 1993 als Material für den Film „Le Temps des bouffons“ verwendet, ein pamphletischer Dokumentarfilm von etwa fünfzehn Minuten.